# Michael Ironside
Michael Ironside (født 12. februar 1950 i Toronto, Canada) er en canadisk skuespiller og tegnefilmsdubber. Han er kendt fra film som Top Gun fra (1986), Sidste udkald fra (1990), og Starship Troopers fra (1997). Han er også kendt som stemmen bag Darkseid i både Superman: The Animated Series og Justice League.